# Zeebergbrug
De Zeebergbrug, een basculebrug over de Dender aan de zuidkant van het centrum van de stad Aalst, is een van de drie beweegbare bruggen in het centrum van de stad. De Brouwerij Zeeberg, die tot 1975 actief was als brouwerij, werd in 1926 naar de brug genoemd. Bij de bouw van de nieuwe Zeebergbrug in 2003 werden de laatste magazijnen van brouwerij Zeeberg gesloopt, niettegenstaande deze eerder in een stedelijke inventaris van waardevolle gebouwen waren opgenomen.

## Geschiedenis
De brug werd al vernoemd in 1258 (zeborghenbrugghe). De draaibrug uit 1935 werd op 8 mei 1940 door geallieerde troepen de lucht ingeblazen om de Duitse troepen te stoppen.
Tot 2003 lagen hier twee parallelle metalen ophaalbruggen met een houten vloer die werden gebouwd in 1948. De bruggen bevonden zich 55 jaar later, mede door het drukke verkeer op de gewestweg N9 tussen Brussel en Gent, in slechte staat. Ook waren de bruggen niet aangepast aan de geldende verkeersnormen qua doorstroming en veiligheid van zwakke weggebruikers. Daarom werd in 2003 begonnen met de bouw van een basculebrug met verzonken kelder op de rechteroever. De vervanging van de brug kostte 4,35 miljoen euro en werd uitgevoerd door Jan De Nul uit Aalst.
De brugval van de zuidelijke ophaalbrug werd gebruikt bij de herstelling van de denderbrug in Zandbergen, een deelgemeente van Geraardsbergen. De gehele noordelijke ophaalbrug kreeg als monument een plek bij de toegang tot het Somerghembos van Aalst.
Doordat de nieuwe brug 1,25 m hoger werd gebouwd en door de niveaudaling van 1,80 m van de Dender in vanaf het najaar van 2024 (sinds de bouw van de nieuwe stuwsluis even verderop), nam de doorvaarthoogte onder de brug zodanig toe dat de brug minder frequent moet worden geopend voor het pleziervaart verkeer. Daar deze sectie van de rivier, door het slopen van de oude sluis stroomafwaarts van de brug en de locatie van de nieuwe sluis een eind stroomopwaarts en door het vergroten van de zwaaikom nabij de brug, toegankelijk wordt voor beroepsvaart tot 650 ton (op termijn zelfs 1350 ton) moet de brug voor deze laatste categorie scheepvaart net weer vaker geopend worden.
De nieuwe basculebrug bestaat uit 3 rijstroken voor het wegverkeer met aan iedere zijde een fiets- en voetpad. Het ontwerp van metalen balustrade dient "golvend water" na te bootsen.

## Afbeeldingen

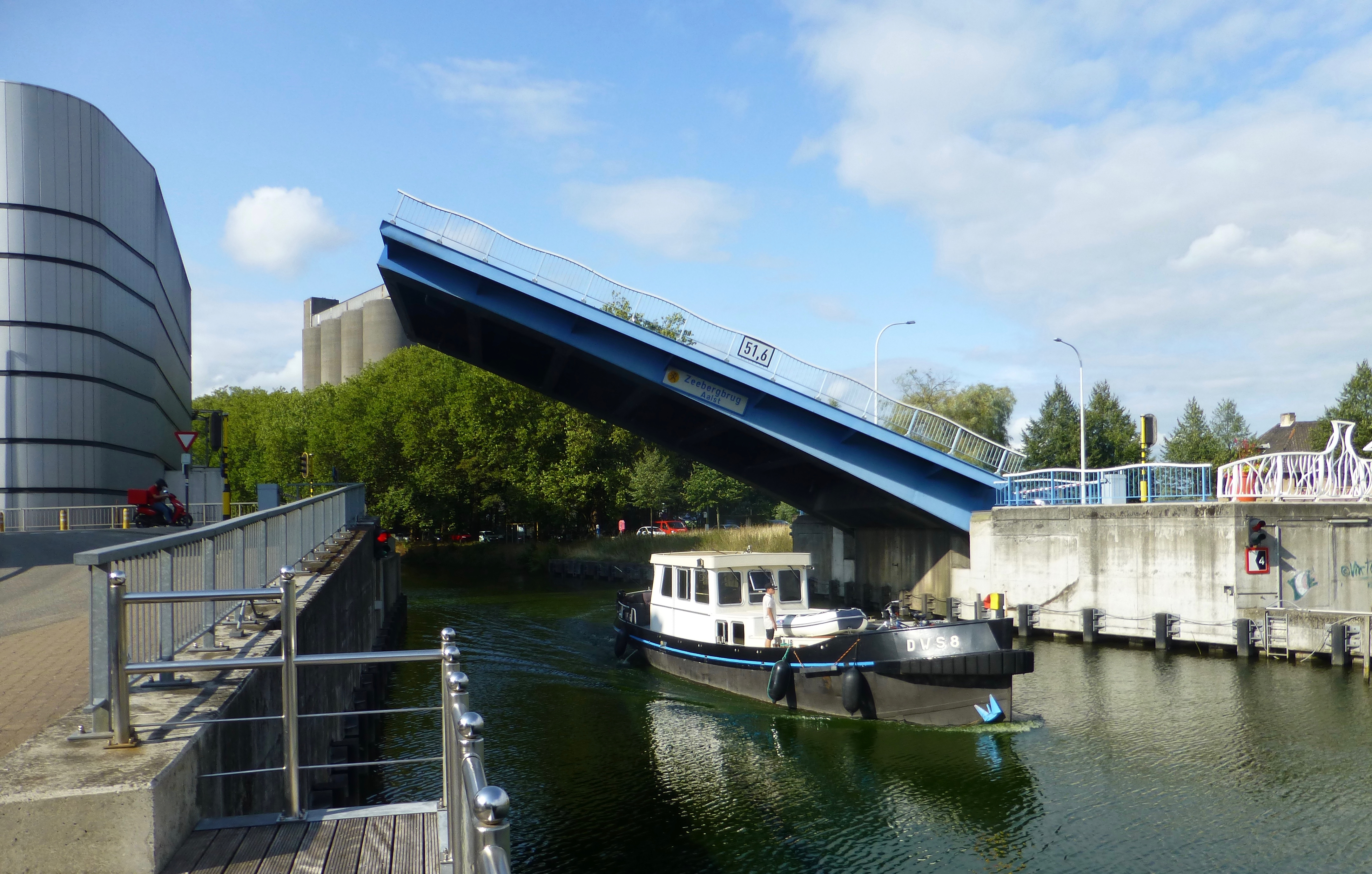
Zeebergbrug geopend voor een boot

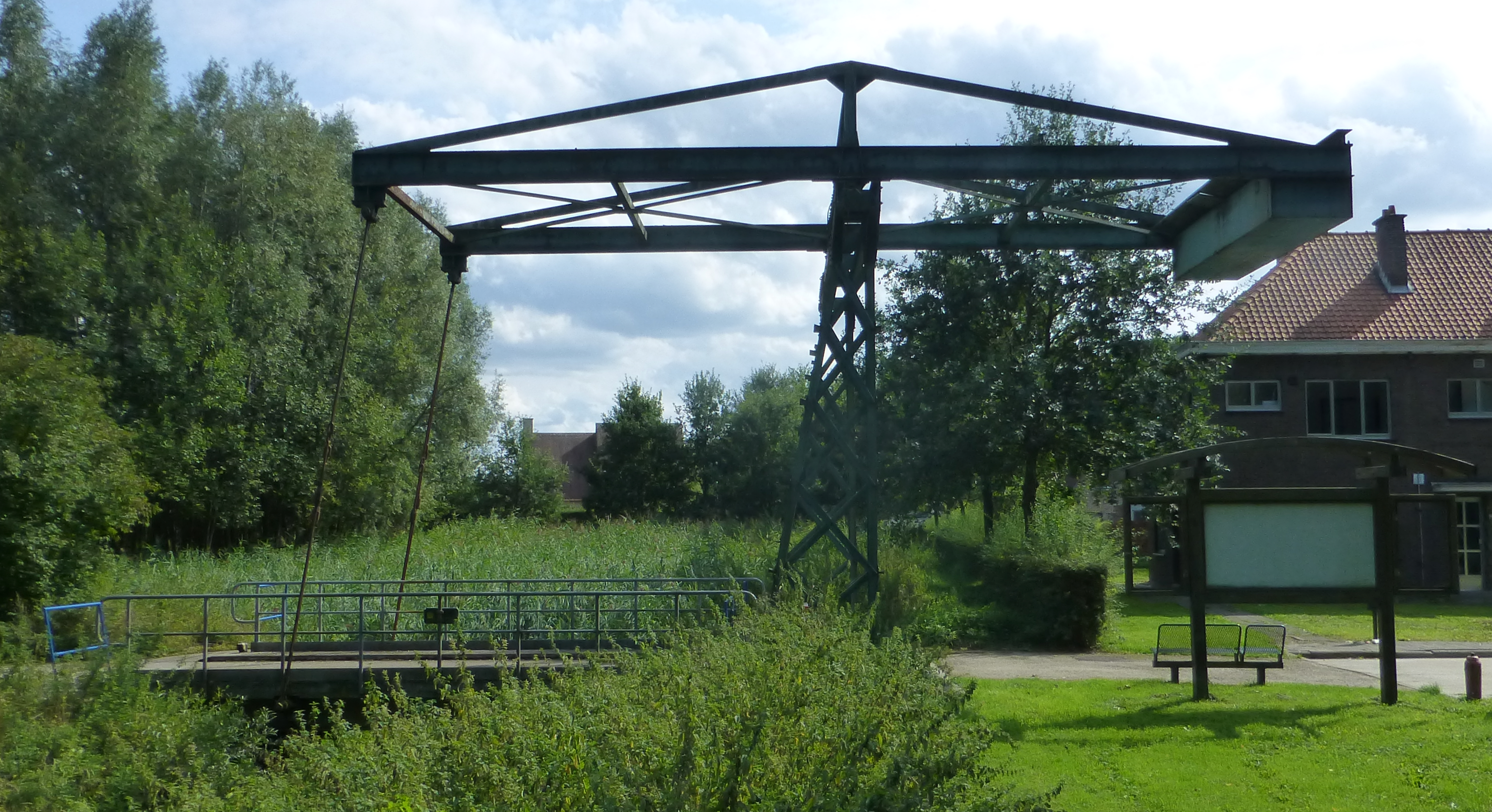
Oude noordelijke zeebrug aan het Somerghembos

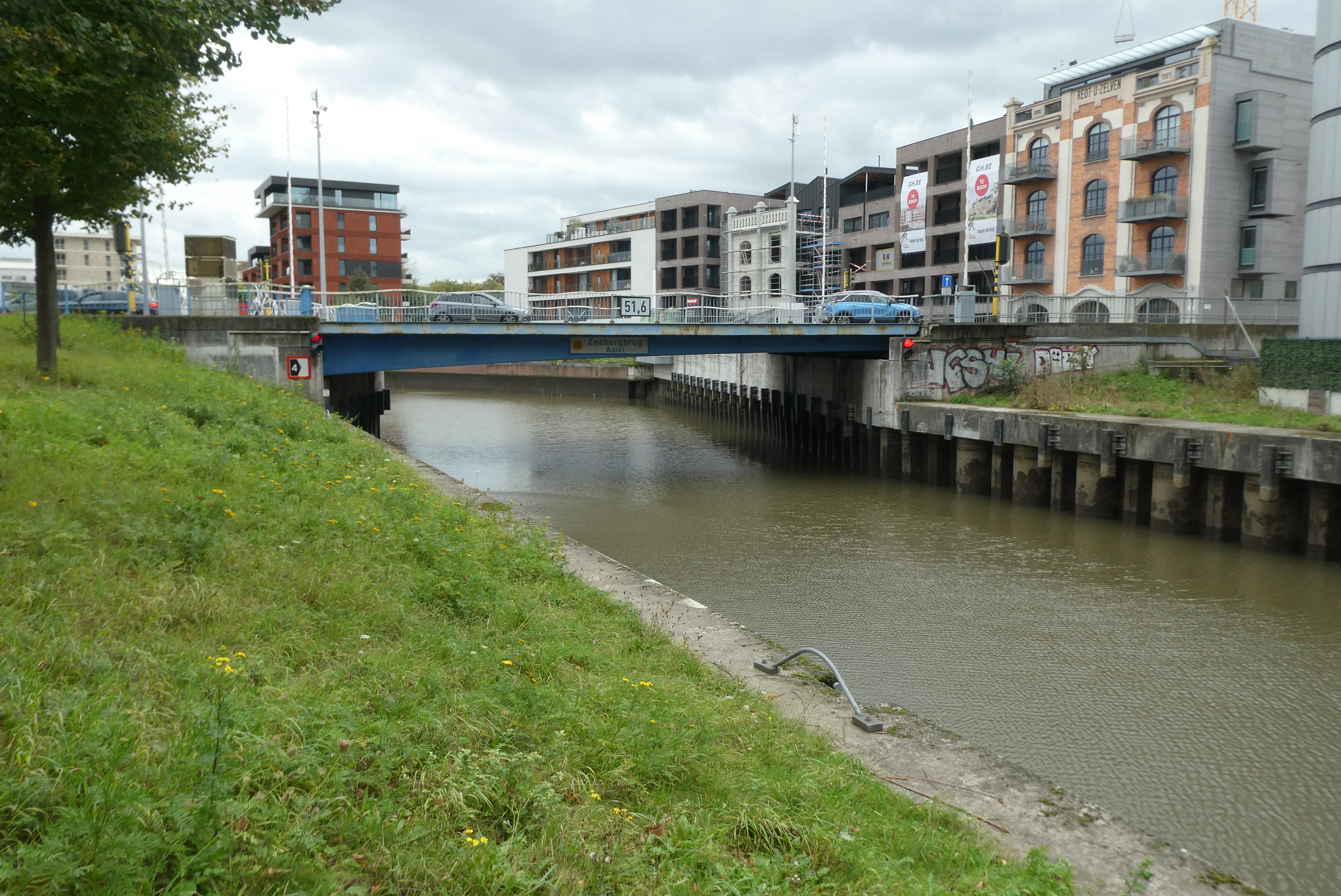
Zeebergbrug aan de noordzijde na de rivierpijlverlaging in 2024

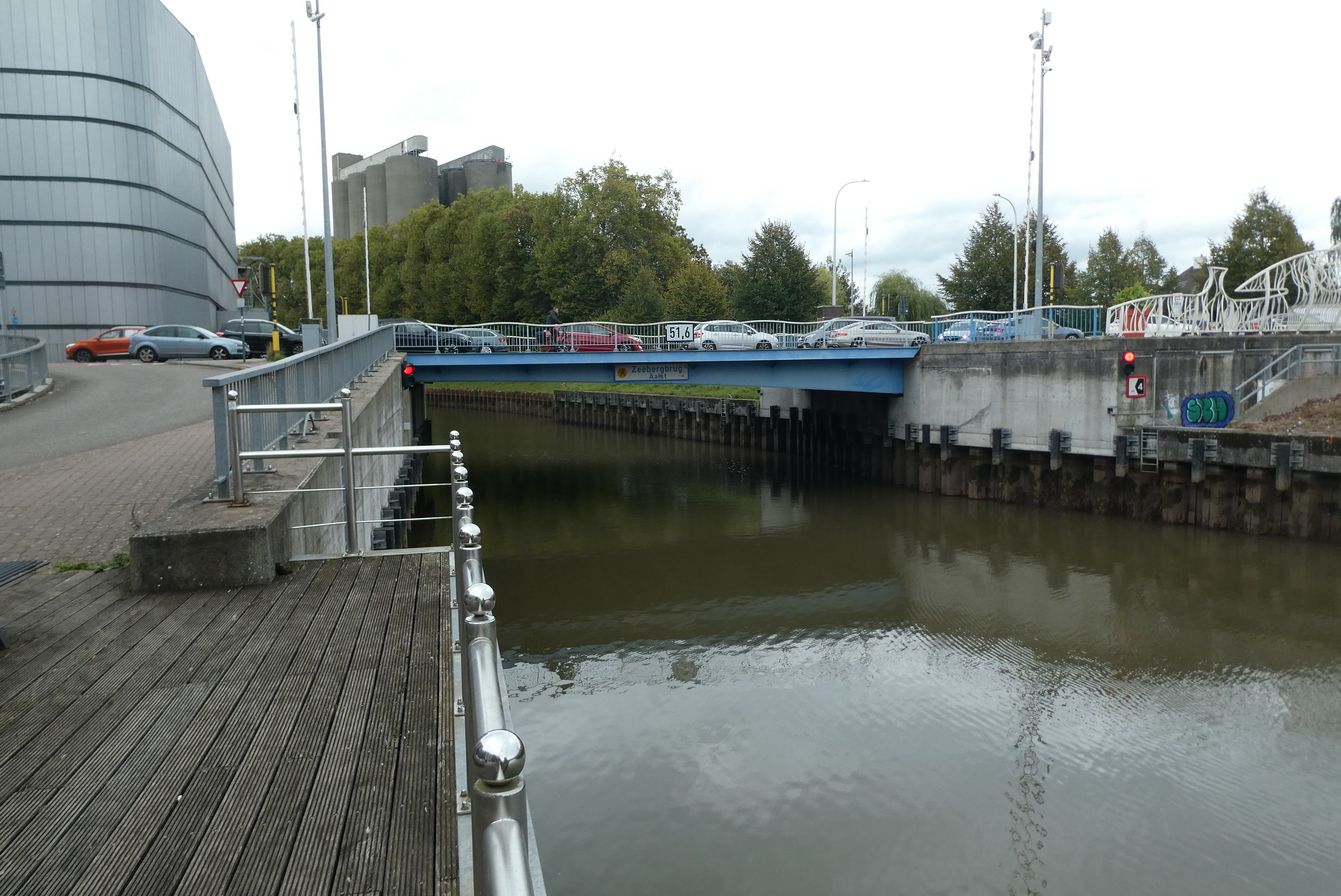
Zeebergbrug aan de zuidzijde na de rivierpijlverlaging in 2024